# Уразкасы
Уразкасы́ (чув. Ураскасси) — деревня в Янтиковском районе Чувашской Республики. Входит в состав Алдиаровского сельского поселения.

## География
Находится в восточной части Чувашии на расстоянии приблизительно 5 км на север-северо-запад по прямой от районного центра села Янтиково.

## История
Известна с XVIII века как выселок села Алдиарово. Число дворов и жителей: в 1795 — 20 дворов; 1867 — 47 дворов, 247 жителей; 1897 году — 461 житель; в 1906 году — 104 двора, 552 жителя; 1926 году — 118 дворов, 655 жителей; в 1939 году — 615 жителей; в 1979 − 556 жителей. В 2002 году было 146 дворов, в 2010 году — 115 домохозяйств. В 2010 году работал КФХ «Григорьева».

## Население
Население составляло 326 человек (чуваши 99 %) в 2002 году, 310 в 2010.